# Louis Clyde Stoumen
Louis Clyde Stoumen – auch Louis Stouman, Lou Stoumen – (* 15. Juli 1917 in Springtown, Pennsylvania; † 20. September 1991 in Sonoma County, Kalifornien) war ein US-amerikanischer Fotograf, Regisseur, Filmproduzent, Drehbuchautor und Dokumentarfilmer, der zwei Mal mit einem Oscar ausgezeichnet wurde und Mitglied der Photo League war. Die Photo League war eine Organisation von Fotografen in New York, die sich der Dokumentation des Lebens in den Arbeitervierteln widmete. Sie wurde 1936 gegründet und bot ihren Mitgliedern Schulungen, Ausstellungsräume und eine Plattform für den Austausch über soziale und kreative Themen. Die Photo League wurde 1951 aufgelöst, nachdem sie während der McCarthy-Ära auf die schwarze Liste des US-Justizministeriums gesetzt worden war. Die Photo League spielte eine wichtige Rolle bei der Entwicklung der sozialdokumentarischen Fotografie in den USA.

## Leben
Lou Stoumen begann seine Karriere als freiberuflicher Journalist und Fotograf in New York City nach seinem Abschluss an der Lehigh University im Jahr 1939. In den 1940er Jahren trat er der Photo League bei, einer Genossenschaft von Fotografen, die sich sozialen und kreativen Anliegen widmete. Während dieser Zeit entstanden viele seiner bekannten Fotografien vom Times Square, die später in seinem Buch Times Square: 45 Years of Photographs (1985) veröffentlicht wurden. Stoumen unterrichtete an der University of California, Los Angeles (UCLA) im Bereich Film. Thema seines Unterrichts war unter anderem auch die Beschäftigung mit dem Sezessionskrieg und seiner wahren Geschichte. Zu diesem Thema drehte er auch den oscarprämierten Dokumentarkurzfilm The True Story of the Civil War (1957).
Erstmals trat Stoumen 1951 bei dem Ida-Lupino-Film Outrage in Erscheinung, bei dem er zusammen mit Archie Stout hinter der Kamera stand. 1955 schrieb Stoumen für die Fernsehserie General Electric Theater das Drehbuch zur Folge The Blond Dog. 1957 wurde er in zwei Kategorien für einen Oscar nominiert, neben der oscarprämierten Kategorie „Bester Dokumentarkurzfilm“ noch in der Kategorie „Bester Dokumentarfilm“, wo er sich mit seinem Film The Naked Eye nicht durchsetzen konnte. Bei der Oscarverleihung 1963 konnte er die Kategorie „Bester Dokumentarfilm“ mit seinem Werk Black Fox: The True Story of Adolf Hitler erneut für sich entscheiden. Seine letzte Filmarbeit stammt aus dem Jahr 1964, wo er sich in der Dokumentation The Other World of Winston Churchill mit dem britischen Staatsmann beschäftigt.
Auf Stoumens Erfindung basiert die von Ken Burns weiterentwickelte und heute unter dem Begriff Ken-Burns-Effekt bekannte Technik, mittels langsamer Panning- und Zoom-Effekte (Schwenken und Vergrößern) sowie Überblendungen aus Standbildern ein Video bzw. eine Diashow zu machen.
40 Fotografien von Lou Stoumen bebilderten eine Ausgabe von Raymond Chandlers The Big Sleep (North Point, San Francisco, 1989).
Nach seinem Tod im Jahr 1991 ging das Urheberrecht an sämtlichen Arbeiten auf das Museum of Photographic Arts (MOPA) in San Diego über. MOPA erstellte einen Katalog seiner Arbeiten mit dem Titel Seduced by Life: The Art of Lou Stoumen (Verführt durch das Leben: Die Kunst des Lou Stoumen) und initiierte eine Sonderausstellung.

## Auszeichnungen
- 1957 wurde Stoumen in der Kategorie „Bester Dokumentarfilm (Kurzfilm)“ für The True Story of the Civil War mit einem Oscar ausgezeichnet.
- Des Weiteren war er 1957 in der Kategorie „Bester Dokumentarfilm“ mit The Naked Eye ebenfalls für einen Oscar nominiert, konnte sich jedoch nicht gegen Jacques-Yves Cousteau und seinen Film Die schweigende Welt durchsetzen.
- 1963 erhielt Stoumen erneut einen Oscar in der Kategorie „Bester Dokumentarfilm“, diesmal für sein Werk Black Fox: The True Story of Adolf Hitler. Den begleitenden Text zum Film sprach Marlene Dietrich.

## Filmografie (Auswahl)
- 1950: Outrage (Kamera)
- 1951: Die letzten Fünf (Five) (Kamera)
- 1952: Der Sieger (The Quiet Man) (Kamera)
- 1953: The Baltimore Plan (Dokumentation) (Kamera)
- 1955: General Electric Theater (Fernsehserie, Folge The Blond Dog) (Drehbuch)
- 1956: The Naked Eye (Dokumentation) (Regie, Drehbuch und Schnitt)
- 1957: The James Dean Story (Dokumentation) (Kamera und Produktionsdesigner)
- 1957: The True Story of the Civil War (Dokumentarkurzfilm) (Regie, Produzent und Drehbuch)
- 1958: T Is for Tumbleweed (Kurzfilm) (Regie und Schnitt)
- 1959: Im Todeskessel von Kusong (Operation Dames) (Regie und Schnitt)
- 1960: Winston Churchill: The Valiant Years (Dokumentation innerhalb einer Serie) (Produzent)
- 1962: Black Fox: The True Story of Adolf Hitler (Regie, Produzent und Drehbuch)
- 1964: The Other World of Winston Churchill (Dokumentation) (Regie und Produzent)